# Portrait de Biagio Milanesi

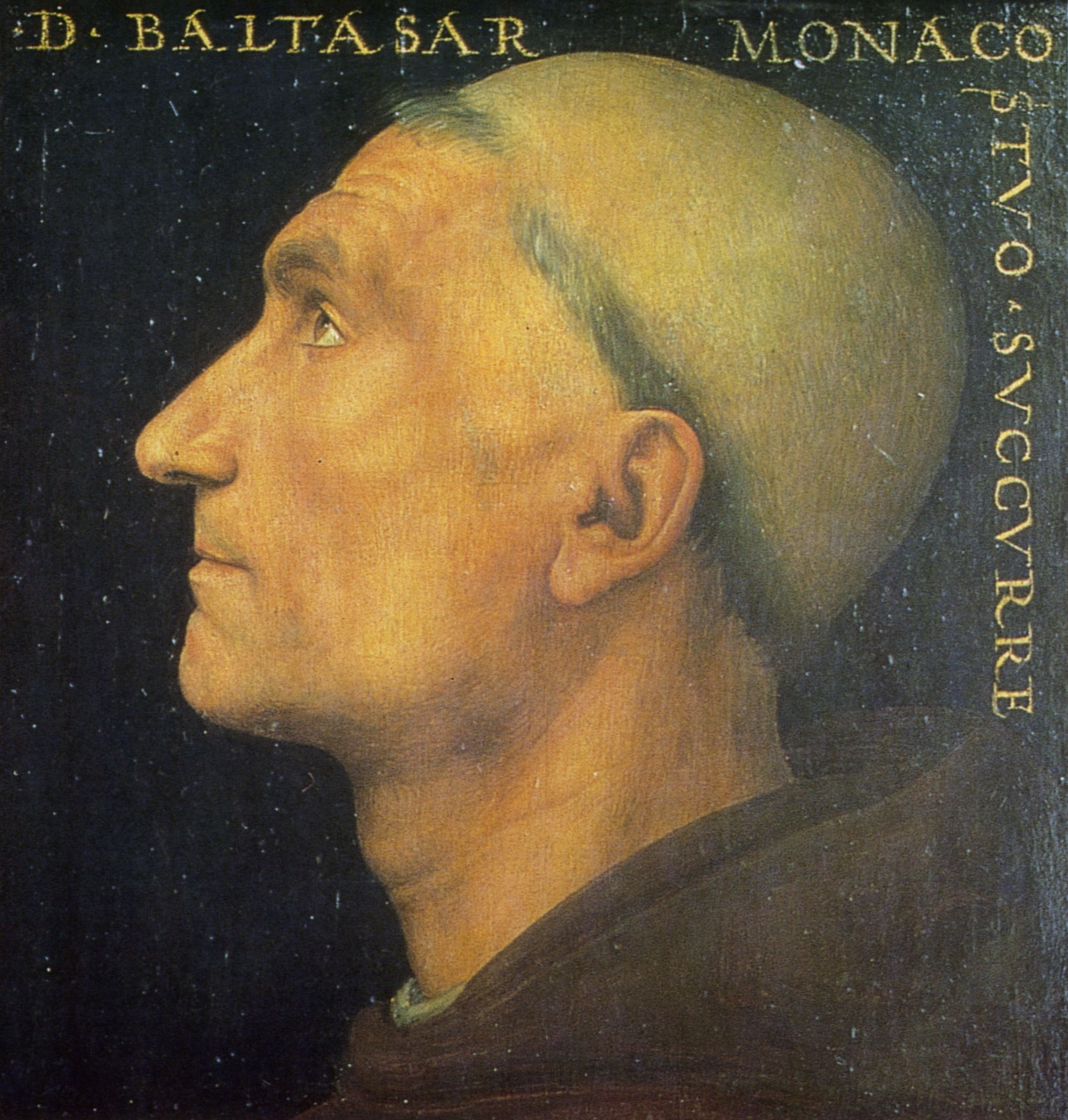
Portrait du moine Baldassarre.

Le portrait de Biagio Milanesi (en italien : Ritratto di Biagio Milanesi ) est une peinture à l'huile sur bois du Pérugin (1500), conservée à la Galerie des Offices à Florence.

## Histoire
Le panneau attribué au Pérugin faisait partie du Retable de Vallombrosa (Galleria dell'Accademia, inv. 1890, n. 8366), dont il décorait probablement la base du petit pilier gauche (et celui de Baldassarre, le petit pilier droit) à la hauteur de la prédelle (perdue). La peinture qui a été commandée au Pérugin en 1498 pour le maître-autel de l'abbaye de Vallombrosa, près de Florence a été livrée au mois de juillet 1500.
À la suite des « suppressions » napoléoniennes de 1805-1810, le transfert du retable est effectué au Musée du Louvre à Paris ; ensuite  en 1817 le panneau a été restitué lors de la Restauration sans la prédelle et confié à la  galerie florentine.

## Description
La peinture est le portrait de profil de Biagio Milanesi (1445 - 1523) abbé de Vallombrosa et depuis 1480 Général des Vallombrosains, qui était, avec le moine Baldassarre, l'un des commanditaires du retable de Vallombrosa.
Biagio est représenté de profil sur un fond sombre, le regard dirigé vers le haut à droite, vers la scène de L'Assomption, qui se déroule au centre du retable.
En haut à gauche se trouve l'inscription en lettres dorées dédiée à la Vierge  « Blasio Gen. Servo Tvo / Svccvrre ».

## Analyse
Le portrait fait transparaître une certaine intensité expressive, avec une forte individuation physionomiste, en faisant  ressortir certaines particularités : nez très prononcé, lèvres fines, petit menton, tonsure cléricale d'une grande fidélité, front plissé par les sourcils levés pour regarder vers le haut.
La peinture est un exemple typique de la technique du Pérugin dans l'art du  portrait, capable de rendre une grande intensité physiognomonique et psychologique, très différente des personnages idéalisés, fantaisistes ou au regard absent d'autres compositions.

## Sources
- (it) Cet article est partiellement ou en totalité issu de l’article de Wikipédia en italien intitulé « Ritratto di Biagio Milanesi » (voir la liste des auteurs).